# Usatges de Barcelona

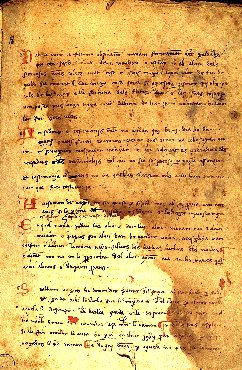
Usatici Barchinonae
(Archivo Capitular de Vic).

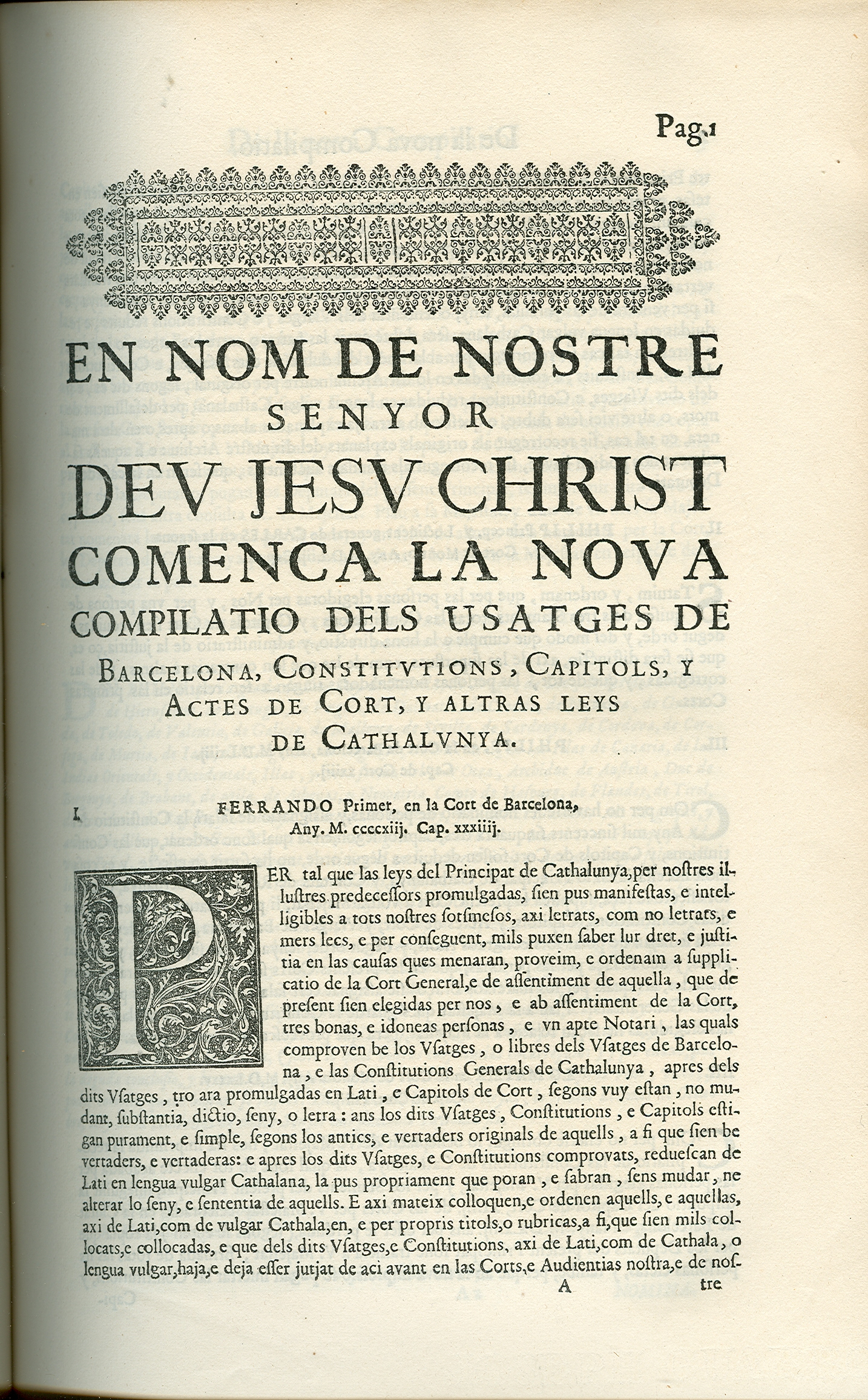
Edición impresa de la compilación de las observancias de Barcelona de las Cortes de Barcelona de 1413

Los Usajes de Barcelona u Observancias de Barcelona (en catalán: Usatges de Barcelona) son los usos y costumbres que forman la base de las constituciones catalanas. Históricamente, el derecho común en la Cataluña Vieja se basaba en estos textos, que comenzaron a ser recopilados a partir del siglo XI, en tiempos de Ramón Berenguer I. Se recopilaban textos de diversa procedencia normativa: resoluciones de la corte condal, fragmentos del derecho romano, del derecho visigodo, de cánones religiosos y usos consuetudinarios.

## Historia
Aunque en la crónica Gesta comitum barcinonensium se atribuye la promulgación de las observancias a Ramón Berenguer I, no obstante, parece que la redacción definitiva tuvo lugar durante el reinado de Jaime I el Conquistador. En efecto, al principio las observancias sólo regían en el territorio del conde de Barcelona pero, al extenderse su aplicación a todo el Principado de Cataluña, hubo una serie de enfrentamientos. Algunos juristas tomaban partido por la ley visigoda (more Gothico) y otros por el derecho romano (more Romano) y, cada grupo llevaba adelante los procesos según un derecho u otro siguiendo la tradición llamada «usus terrae» (basada en la costumbre consuetudinaria local, el sentido común y el libre arbitrio del juez). Jaime I llevó el problema a las Cortes de Cataluña de 1251 y se estableció la prioridad de las observancias de Barcelona, y, si no era posible, había que recurrir a las costumbres probadas o a al derecho natural. Las observancias de Barcelona se convirtieron así en la base del derecho catalán y de otros códigos:
- Observancias de Gerona.
- Costumbres de Lérida.
- Costumbres de Tortosa.
- Fueros de Valencia, aunque bajo del nombre de fueros se unían usos y constituciones.
- Franquesas de Mallorca.
- Capítulo de Atenas, para los ducados de Atenas y Neopatria

Según la investigación realizada por Pierre Bonnassie, es posible discernir la antigüedad de algunas observancias en función de las dataciones monetarias mencionadas en los textos y de las referencias a distintos contextos históricos. Así, Bonnassie identifica los usatges 4 (2.º apartado), 5, 6, 7, 13, 27 y 28 como originados en la época más antigua de la compilación, es decir, proceden del tiempo de Ramón Berenguer I. Otros pueden retrotraerse como máximo al período de Ramón Berenguer III, mientras que algunos (como las menciones de sueldos) son indatables.
Bonnassie también subraya que las observancias aspiran abiertamente a renovar el derecho y no simplemente a reproducir o prolongar la tradición jurídica gótica, aunque tampoco aspiran a cambiarla por completo. No son un sustituto, sino un complemento y una adecuación a las nuevas circunstancias.
En la época de Ramón Berenguer IV, a principios del siglo XII, se recopiló lo que pudiera calificarse como el primer código jurídico-constitucional de la historia. El manuscrito más antiguo que se conserva es de finales del siglo XII. Entre los siglos XV y XVIII se fueron recopilando diversos textos del derecho catalán donde las observancias de Barcelona figuraban siempre por delante de las constituciones, aunque estas tuvieran un rango superior. Incluso con los decretos de Nueva Planta, las observancias continuaron en vigor, pero terminaron siendo superados por las nuevas leyes absolutistas borbónicas.